# Maria Regina Caldas
Maria Regina Caldas (Rio de Janeiro, 8 de agosto de 1942 - Rio de Janeiro, 13 de setembro de 2013) foi uma atriz brasileira.

## Carreira

### Televisão
| Ano  | Título                        | Personagem                                           | Notas                               |
| ---- | ----------------------------- | ---------------------------------------------------- | ----------------------------------- |
| 1992 | De Corpo e Alma               | Guiomar Freitas                                      |                                     |
| 1997 | A Justiceira                  |                                                      |                                     |
| 1998 | Dona Flor e Seus Dois Maridos | Judite                                               |                                     |
| 2001 | A Turma do Pererê             | Dona Zizinha                                         | Elenco de apoio                     |
| 2004 | A Diarista                    | Creuza da Silva Santos                               | Episódio: "Aquele Da Visita Da Mãe" |
| 2004 | A Grande Família              | Raquel                                               |                                     |
| 2005 | A Lua Me Disse                | Dalva                                                |                                     |
| 2006 | Bang Bang                     | dona do Rancho Sodoma                                |                                     |
| 2007 | Sete Pecados                  | Maura                                                |                                     |
| 2008 | Casos e Acasos                | Marta                                                |                                     |
| 2009 | Caminho das Índias            | Mera                                                 |                                     |
| 2010 | As Aventuras do Didi          | Tia Morgana                                          |                                     |
| 2010 | Cama de Gato                  | Zica Xiboquinha                                      |                                     |
| 2010 | Os Caras de Pau               | Maria das Dores de Albuquerque / Carcereira Tijolada | Episódio: "Dia das Mães"            |
| 2010 | Ti Ti Ti                      | Madre Suplício                                       |                                     |
| 2012 | As Brasileiras                | —                                                    | Episódio: "A Venenosa de Sampa"     |

### Cinema
| Ano  | Título                    | Personagem      |
| ---- | ------------------------- | --------------- |
| 1970 | Pindorama                 | índia Paraguaçu |
| 1971 | André, a Cara e a Coragem | Prostituta      |
| 1975 | Carnaval de Lama          | —               |

### Teatro[2]
- 1961 - Apague Meu Spot Light
- 1962 - O Beijo no Asfalto
- 1963/1964 - Os Direitos da Mulher
- 1964 - Mirandolina
- 1965 - A Dama do Maxim's
- 1966 - Um Pouco De Loucura Não Faz Mal A Ninguém
- 1967 - Meia Volta Vou Ver
- 1968 - Dura Lex Sed Lex No Cabelo Só Gumex
- 1968 - O Burguês Fidalgo
- 1969/1973 - Hair
- 1996 - A Bala Perdida
- 2005 - Inês de Castro